# SN 1992D
SN 1992D – supernowa typu IIn odkryta 28 stycznia 1992 roku w galaktyce A060059-2022. W momencie odkrycia miała maksymalną jasność 19,00m.